# Resolutie 865 Veiligheidsraad Verenigde Naties
Resolutie 865 van de Veiligheidsraad van de Verenigde Naties werd unaniem goedgekeurd op 22 september 1993.

## Achtergrond
In 1960 werden de voormalige kolonies Brits Somaliland en Italiaans Somaliland onafhankelijk en samengevoegd tot het nieuwe land Somalië. In 1969 greep het leger de macht en werd Somalië een socialistisch-islamitisch
land. In de jaren 1980 leidde het verzet tegen het totalitair geworden regime tot een burgeroorlog en in 1991 viel het centrale regime. Vanaf toen beheersten verschillende groeperingen elk
een deel van het land en enkele delen scheurden zich ook af van Somalië.

## Inhoud

### Waarnemingen
De Veiligheidsraad benadrukte het belang van de voortzetting van het vredesproces dat met het Addis Ababa-akkoord
was ingezet. De internationale gemeenschap wilde het land helpen vrede te bereiken, maar uiteindelijk was
het Somalische volk wel zelf verantwoordelijk voor de verzoening en heropbouw van hun land.
Intussen werd de verbetering van de situatie dankzij de UNOSOM II-missie verwelkomd. Zo was er geen
hongersnood meer, waren vele districtsraden en scholen geopend en leidden de meeste mensen opnieuw een
normaal leven. Toch moest verder gewerkt worden aan verzoening en democratie. Alle partijen in Somalië
werden opgeroepen hun politieke wil te tonen. Die verzoening en het herstel van de instellingen en het bestuur waren de hoogste prioriteiten van de missie.
Ondanks de vooruitgang bleven het geweld in de hoofdstad Mogadishu en het gebrek aan ordehandhaving en
juridische instellingen in het land onderwerp van grote bezorgdheid. De Veiligheidsraad herinnerde aan
zijn verzoek aan de Secretaris-Generaal om te helpen met de heroprichting van de Somalische politie en het herstel van de vrede, de stabiliteit en de orde. Ook de aanvallen op UNOSOM II waren reden tot bezorgdheid.

### Handelingen

#### A
De verbetering van de omstandigheden en het begin van de heropbouw van het land werden geprezen. Daarentegen werden de aanvallen op UNOSOM II veroordeeld. De daders ervan zouden individueel verantwoordelijk worden gehouden.
Er werd veel belang gehecht aan de missie van UNOSOM II: humanitaire hulp, herstel van de orde en verzoening in een
vrij, democratisch en soeverein Somalië. Deze doelen zouden tegen maart
1995 bereikt moeten worden. De Secretaris-Generaal werd gevraagd een gedetailleerd plan op te stellen met
de toekomstige strategie van de missie en zijn inspanningen om tot een verzoening te komen te verdubbelen.
De lidstaten werden opgeroepen te helpen door onder meer alle burgerfuncties bij UNOSOM II te benoemen.

#### B
De Veiligheidsraad stemde in met de aanbevelingen van de Secretaris-Generaal over de heroprichting van de politie en
het juridische- en strafrechtelijke systeem en vroeg deze dringend ten uitvoer te brengen. Daarvoor moesten
dringend wereldwijd specialisten ter zake aangetrokken worden. De lidstaten werden opgeroepen hieraan bij te
dragen met personeel, uitrusting, opleiding of aan het fonds dat de Secretaris-Generaal ter beschikking had.
De Secretaris-Generaal werd ook nog gevraagd te zorgen dat de Somalische politie en rechtsinstellingen konden blijven
werken tot december wanneer er meer financiële middelen van de lidstaten zouden komen.

## Verwante resoluties
- Resolutie 814 Veiligheidsraad Verenigde Naties
- Resolutie 837 Veiligheidsraad Verenigde Naties
- Resolutie 878 Veiligheidsraad Verenigde Naties
- Resolutie 885 Veiligheidsraad Verenigde Naties

Lijst ·  800 ·  801 ·  802 ·  803 ·  804 ·  805 ·  806 ·  807 ·  808 ·  809 ·  810 ·  811 ·  812 ·  813 ·  814 ·  815 ·  816 ·  817 ·  818 ·  819 ·  820 ·  821 ·  822 ·  823 ·  824 ·  825 ·  826 ·  827 ·  828 ·  829 ·  830 ·  831 ·  832 ·  833 ·  834 ·  835 ·  836 ·  837 ·  838 ·  839 ·  840 ·  841 ·  842 ·  843 ·  844 ·  845 ·  846 ·  847 ·  848 ·  849 ·  850 ·  851 ·  852 ·  853 ·  854 ·  855 ·  856 ·  857 ·  858 ·  859 ·  860 ·  861 ·  862 ·  863 ·  864 ·  865 ·  866 ·  867 ·  868 ·  869 ·  870 ·  871 ·  872 ·  873 ·  874 ·  875 ·  876 ·  877 ·  878 ·  879 ·  880 ·  881 ·  882 ·  883 ·  884 ·  885 ·  886 ·  887 ·  888 ·  889 ·  890 ·  891 ·  892